# Колос Надія Миколаївна
Колос Надія Миколаївна (нар. 17 лютого 1954, с. Сінне, Богодухівський р-н, Харківська область) — радянська та українська вчена-хімік, доктор хімічних наук (2003), професор (2006)..

## Біографія
Колос Надія Миколаївна закінчила у 1978 р. Харківський університет, в якому відтоді й працює: з 2004 р. – професор кафедри органічної хімії.

## Наукові дослідження
Основний напрям – реакції циклоконденсації як метод формування азагетероциклів на основі єнонових систем і азотовмісних бінуклеофільних реагентів, регіоселективні багатокомпонентні синтези азотовмісних гетероциклів.

## Основні наукові праці
- A rapid and facile synthesis of new spiropyrinidines from 5-(2-arylethylide ne-2-oxo)-1,3-dimethylpyrimidine-2,4,6 triones // Tetrahedron. 2008. Vol. 64;
- Efficient Ytterbium triflate catalyzed microwave-assisted synthesis of 3-acylacrylic acid building blocks // J. of Combinatorial Chemistry. 2008. № 10;
- Reaction of 4-hydroxycoumarin with arylglyoxals and ureas // Russian J. of Organic Chemistry. 2009. Vol. 45, № 1;
- Исследование в области 5-(2-оксо-2-арилэтилиден)-1,3-диметилбарбитуровых и тиобарбитуровых кислот: реакции с тиомочевинами и тиоацетамидом // ХГС. 2009. № 11 (усі – співавт.).